# 京都北郵便局
京都北郵便局（きょうときたゆうびんきょく）は、京都府京都市北区にある郵便局。民営化前の分類では集配普通郵便局であった。

## 概要
住所：〒603-8799 京都府京都市北区紫竹下本町39

### 併設施設
- ゆうちょ銀行京都北店（大阪支店京都北出張所）：取扱店番号442990

## 沿革
- 1938年（昭和13年）4月6日 - 上京（かみぎょう）郵便局として開局。
- 1955年（昭和30年）2月1日 - 電話通話および和文電報受付事務の取扱を開始[1]。
- 1955年（昭和30年）10月1日 - 京都北郵便局に改称。
- 1959年（昭和34年）11月30日 - 北区紫竹桃ノ本町から、同区紫竹下本町に移転。
- 1983年（昭和58年）7月 - 局舎新築。
- 1997年（平成9年）6月23日 - 外国通貨の両替および旅行小切手の売買に関する業務取扱を開始。
- 2006年（平成18年）9月25日 - 小野郷郵便局（〒601-0199→〒601-0131）から集配業務を移管[2]。
- 2007年（平成19年）10月1日 - 民営化に伴い、併設された郵便事業京都北支店、ゆうちょ銀行京都北店に一部業務を移管。
- 2012年（平成24年）10月1日 - 日本郵便株式会社の発足に伴い、郵便事業京都北支店を京都北郵便局に統合。

## 取扱内容

### 京都北郵便局
- 郵便、印紙、ゆうパック、内容証明
- 生命保険、バイク自賠責保険、がん保険、引受条件緩和型医療保険
- 地方公共団体事務（京都市地下鉄バス利用券の交付）
- 「601-01xx」「603-80xx」「603-81xx」「603-82xx」「603-83xx」「603-84xx」「603-88xx」区域（京都市北区内）の集配業務
- ゆうゆう窓口

### ゆうちょ銀行京都北店
- 貯金、貸付、為替、振替、振込、国際送金、外貨両替、国債、投資信託、変額年金保険
- ATM

## 周辺
- 京都府立植物園
- 上賀茂神社
- 賀茂川

## アクセス
- 京都市営地下鉄烏丸線 北大路駅から徒歩約15分
- 京都市営バス（9・37・特37・67・北1・北8系統、京都バス32・34・35・37系統）「上堀川」停留所下車
- 名神高速道路 京都南ICから北へ約11km、京都東ICから北西へ約12km
- 京都縦貫自動車道 沓掛ICから北東へ約15km
- 阪神高速8号京都線 上鳥羽出入口から北へ約10km
- 駐車場あり：17台